# 臨夏県
臨夏県（りんか-けん）は中華人民共和国甘粛省臨夏回族自治州に位置する県。県人民政府の所在地は韓集鎮。

## 行政区画
9鎮、16郷を管轄：
- 鎮：韓集鎮、土橋鎮、馬集鎮、蓮花鎮、新集鎮、尹集鎮、刁祁鎮、北塬鎮、黄泥湾鎮
- 郷：営灘郷、掌子溝郷、麻尼寺溝郷、漠泥溝郷、漫路郷、楡林郷、井溝郷、坡頭郷、橋寺郷、先鋒郷、河西郷、安家坡郷、南塬郷、紅台郷、路盤郷、民主郷

## 交通

### 道路
- 高速道路
  - S2 蘭郎高速道路
  - S22 臨共高速道路
- 国道
  - G213国道